# Клерикальный фашизм
Клерикальный фашизм (также сокращённо — клерофаши́зм) — идеологическая конструкция, которая комбинирует политические и экономические доктрины фашизма с богословием или религиозной традицией.
Термин используется для описания организаций и движений, комбинирующих религиозные элементы с фашизмом, поддерживающих фашистские организации религиозных организаций, или фашистских режимов, в которых духовенство играет ведущую роль, однако концепция клерикального фашизма отрицается некоторыми учеными.
Термин впервые был использован итальянским священником и политиком Луиджи Стурцо в 1922 году в связи с тем, что лидер итальянских фашистов Бенито Муссолини отказался от антиклерикализма и стал заигрывать с католиками.

### Политика Ватикана
- Anthony Rhodes, The Vatican in the Age of Dictators 1922—1945 (London: Hodder and Stoughton, 1973). ISBN 0-03-007736-2
- Michael Phayer[англ.], The Catholic Church and the Holocaust, 1930—1965 (Bloomington: Indiana University Press, 2000) ISBN 0-253-33725-9
- Livia Rothkirchen, «Vatican Policy and the ‘Jewish Problem’ in Independent Slovakia (1939—1945)» in Michael R. Marrus (ed.),The Nazi Holocaust 3, (Wesport: Meckler, 1989), pp. 1306—1332. ISBN 0-88736-255-9 or ISBN 0-88736-256-7